# Nannastacus angulifera
Nannastacus angulifera är en kräftdjursart som beskrevs av Lomakina 1967. Nannastacus angulifera ingår i släktet Nannastacus och familjen Nannastacidae.
Artens utbredningsområde är Indiska oceanen. Inga underarter finns listade i Catalogue of Life.